# ダウンタウンスペシャル
ダウンタウンスペシャルは1989年10月27日から1990年3月23日、毎週金曜日（月1～2回）深夜0:20～1:45まで毎日放送で放送された番組。
『働けダウンタウン』『ツキイチダウンタウン』に続く、深夜のダウンタウンの冠番組として放送された。当番組の終了を以って金曜深夜のダウンタウンの冠番組は終了となり、半年間のブランクの後、当時『MBSヤングタウン』に生出演していた木曜日に枠移動のうえで『ダウンタウンの素』がスタートすることとなった。

## 出演者
- ダウンタウン

## 放送リスト
- 1989年10月27日・・・「コマーシャル撮影隊道中記」
- 1989年11月17日・・・「ダブル寅さん故郷へ帰る」
- 1989年11月24日・・・「新人アイドル売り込み大作戦」
- 1989年12月01日・・・「クイズ・まるゴット・チャンス」
- 1989年12月15日・・・「50万円争奪・2丁目お笑い大賞」
- 1990年01月19日・・・「1990年　大予言」
- 1990年01月26日・・・「毎日見る声・聞く声」
- 1990年02月16日・・・「お答えします・ダウンタウン」
- 1990年02月23日・・・「舌戦!上岡龍太郎（女性50人アンケート）」
- 1990年03月16日・・・「爆笑!お江戸の芸人さん」
- 1990年03月23日・・・「東京だよダウンタウン」